# Ga Tu Bông
Ga Tu Bông là một nhà ga xe lửa tại xã Tu Bông, tỉnh Khánh Hòa. Nhà ga là một điểm trên tuyến đường sắt Bắc Nam tiếp nối sau ga Đại Lãnh và trước ga Giã.